# 唐朝年號列表

開創貞觀之治的唐太宗李世民，年號為貞觀

唐朝是中國歷史上由漢族为主建立的、多民族统一的一个朝代，公元618年，高祖李淵在長安稱帝，建立唐朝。公元690年，武則天代唐稱帝，建立武周。公元705年，武則天退位，中宗繼位，恢復唐朝。到公元907年由朱溫建立的後梁取代為止，共歷時290年。
唐朝延續著漢武帝時期以來的年號紀年法。唐朝的年號特點有四點：其一，逾年改元和當年改元併存。其二，年號數量多、改元頻繁，約佔中國年號總數的8.23%，是中國古代年號數量較多的朝代之一。其三，始創年號編制新方法，從前任帝王年號中各選取一字組合成新的年號，比如「貞元」便由「貞觀」、「開元」各取一字組合而成。其四，出現重複使用的年號，比如高宗和肅宗各自使用「上元」年號。
唐朝改元的原因，主要有新君即位、祥瑞、祭祀、祈福消災、重大政治事件等五類。年號也反映了唐朝皇帝的思想內涵：例如武則天的光宅、永昌、天授、如意、神功，充滿了吉利祥瑞的語意；長壽、延載、天冊萬歲、萬歲登封、萬歲通天、久視、長安，反映了武則天晚年渴望長壽的強烈心理。唐朝亦有不少的人事物，在當代及後世以年號來冠名及命名，舉例有中國歷史上文治武功都頗有成就的「貞觀之治」及「開元盛世」，記錄太宗與大臣問答名言的《貞觀政要》，因高宗泰山封禪而改名的「乾封縣」，乾封年間鑄造的「乾封泉寶」，盧綸等10位詩人為代表的「大曆十才子」等等。
唐朝20多位皇帝當中，使用的年號最多、改元最為頻繁的是高宗和武則天；高宗在位33年，使用了14個年號；武則天稱帝15年，使用了14個年號，且幾乎每年更換一次，甚至有一年內更改兩次，如果把太后臨朝稱制期間計入，則使用了20個年號。武則天還依照周曆更改正朔，改永昌元年十一月為載初元年正月，十二月為臘月，正月為一月，沿用到久視元年十月就恢復成舊正朔。肅宗時也曾短暫改制，去年號，採帝王紀年，以子月為歲首；經歷了七個月後，恢復成年號紀年及正月為歲首的制度。
下表列出唐朝（包括武周）使用的76個年號，以及預定啟用但後來取消的通乾、永新2個年號。年號含義以段勇、何磊、王曉、劉新方四位學者的論文研究為主，無結論則以空白表示。各年號的使用時間出自劉昫《舊唐書》、歐陽脩《新唐書》以及司馬光《資治通鑑》。

## 唐朝年號
| 年號 | 君主        | 啟用日期 （西曆）                  | 停用日期 （西曆）                    | 使用年數   | 改元原因                 | 年號含義                                                                          | 備註                                                                          | 來源                        |
| ---- | ----------- | ---------------------------------- | ------------------------------------ | ---------- | ------------------------ | --------------------------------------------------------------------------------- | ----------------------------------------------------------------------------- | --------------------------- |
| 武德 | 高祖 李淵   | 元年五月二十日 （618年6月18日）    | 九年十二月三十日 （627年1月22日）    | 9年        | 新君即位                 | 武，繼承；德，德政 接續繼承古聖賢王德政善政                                       | 武德九年八月九日太宗繼位。                                                    | [ 17 ] [ 18 ] [ 16 ] [ 19 ] |
| 貞觀 | 太宗 李世民 | 元年正月初一日 （627年1月23日）    | 二十三年十二月三十日 （650年2月6日） | 23年       | 新君即位                 | 貞，正常；觀，諦視 以正道示人，以正道示天下                                       | 宋代避諱宋仁宗的名字，多稱「真觀」或「正觀」。 貞觀二十三年六月一日高宗繼位。 | [ 17 ] [ 19 ] [ 23 ]        |
| 永徽 | 高宗 李治   | 元年正月初一日 （650年2月7日）     | 七年正月初六日 （656年2月6日）       | 7年        | 新君即位、祈福消災       | 永，長；徽，善 永久長遠之善                                                       |                                                                               | [ 17 ] [ 23 ] [ 25 ]        |
| 显庆 | 高宗 李治   | 元年正月初七日 （656年2月7日）     | 六年二月二十九日 （661年4月3日）     | 6年        | 重大政治事件             |                                                                                   | 唐代避諱中宗的名字，多稱「明慶」或「光慶」。                                  | [ 17 ] [ 25 ] [ 27 ]        |
| 龙朔 | 高宗 李治   | 元年二月三十日 （661年4月4日）     | 三年十二月二十九日 （664年2月1日）   | 3年        | 祥瑞                     |                                                                                   |                                                                               | [ 28 ] [ 27 ] [ 30 ]        |
| 麟德 | 高宗 李治   | 元年正月初一日 （664年2月2日）     | 三年正月初四日 （666年2月13日）      | 3年        | 祥瑞                     |                                                                                   |                                                                               | [ 28 ] [ 30 ] [ 31 ]        |
| 乾封 | 高宗 李治   | 元年正月初五日 （666年2月14日）    | 三年二月十一日 （668年3月28日）      | 3年        | 祭祀                     |                                                                                   |                                                                               | [ 28 ] [ 31 ] [ 32 ]        |
| 總章 | 高宗 李治   | 元年二月十二日 （668年3月29日）    | 三年二月三十日 （670年3月26日）      | 3年        | 重大政治事件             |                                                                                   |                                                                               | [ 28 ] [ 32 ] [ 37 ]        |
| 咸亨 | 高宗 李治   | 元年三月初一日 （670年3月27日）    | 五年八月十四日 （674年9月19日）      | 5年        | 祈福消災                 | 咸，皆悉；亨，嘉美 天地調和，萬物欣欣向榮                                         |                                                                               | [ 28 ] [ 37 ] [ 39 ]        |
| 上元 | 高宗 李治   | 元年八月十五日 （674年9月20日）    | 三年十一月初七日 （676年12月17日）   | 3年        | 祈福消災                 | 期望上元天官的賜福                                                                |                                                                               | [ 28 ] [ 39 ] [ 41 ]        |
| 儀鳳 | 高宗 李治   | 元年十一月初八日 （676年12月18日） | 四年六月初二日 （679年7月14日）      | 4年        | 祥瑞                     |                                                                                   |                                                                               | [ 28 ] [ 41 ] [ 43 ]        |
| 通   | 高宗 李治   | 未正式使用                         | 未正式使用                           | 未正式使用 |                          |                                                                                   | 預定於儀鳳四年正月一日啟用，然而未及正式改元即被取消。                        | [ 44 ] [ 45 ] [ 46 ]        |
| 調露 | 高宗 李治   | 元年六月初三日 （679年7月15日）    | 二年八月二十二日 （680年9月20日）    | 2年        | 祈福消災                 |                                                                                   |                                                                               | [ 28 ] [ 43 ] [ 47 ]        |
| 永隆 | 高宗 李治   | 元年八月二十三日 （680年9月21日）  | 二年九月二十九日 （681年11月14日）   | 2年        | 重大政治事件             |                                                                                   | 唐代避諱玄宗的名字，多稱「永崇」。                                            | [ 28 ] [ 47 ] [ 48 ]        |
| 開耀 | 高宗 李治   | 元年九月三十日 （681年11月15日）   | 二年二月十八日 （682年4月1日）       | 2年        | 祈福消災                 |                                                                                   |                                                                               | [ 28 ] [ 48 ] [ 52 ]        |
| 永淳 | 高宗 李治   | 元年二月十九日 （682年4月2日）     | 二年十二月初三日 （683年12月26日）   | 2年        | 重大政治事件             |                                                                                   |                                                                               | [ 28 ] [ 52 ] [ 54 ]        |
| 弘道 | 高宗 李治   | 元年十二月初四日 （683年12月27日） | 元年十二月三十日 （684年1月22日）    | 1年        |                          | 光宣道化，弘揚道教                                                                | 弘道元年十二月十一日中宗繼位。                                                | [ 28 ] [ 54 ] [ 59 ]        |
| 嗣聖 | 中宗 李顯   | 元年正月初一日 （684年1月23日）    | 元年二月初六日 （684年2月26日）      | 1年        | 新君即位                 |                                                                                   |                                                                               | [ 61 ] [ 59 ] [ 62 ]        |
| 文明 | 睿宗 李旦   | 元年二月初七日 （684年2月27日）    | 元年九月初五日 （684年10月18日）     | 1年        | 新君即位                 | 光照四方，君臨天下                                                                |                                                                               | [ 61 ] [ 62 ] [ 65 ]        |
| 光宅 | 睿宗 李旦   | 元年九月初六日 （684年10月19日）   | 元年十二月二十九日 （685年2月8日）   | 1年        |                          | 《尚書·堯典》：「昔在帝堯，聰明文思，光宅天下，將遜於位，讓於虞舜，作《堯典》。」 |                                                                               | [ 61 ] [ 65 ] [ 67 ]        |
| 垂拱 | 睿宗 李旦   | 元年正月初一日 （685年2月9日）     | 四年十二月三十日 （689年1月26日）    | 4年        |                          | 帝王無為而治的治國理念                                                            |                                                                               | [ 61 ] [ 67 ] [ 69 ]        |
| 永昌 | 睿宗 李旦   | 元年正月初一日 （689年1月27日）    | 元年十月三十日 （689年12月17日）     | 1年        | 祥瑞、祭祀、重大政治事件 |                                                                                   | 更改曆法，改永昌元年十一月一日為載初元年正月一日。                            | [ 61 ] [ 69 ] [ 70 ]        |
| 載初 | 睿宗 李旦   | 元年正月初一日 （689年12月18日）   | 元年九月初八日 （690年10月15日）     | 1年        | 祭祀、重大政治事件       |                                                                                   | 以子月為歲首。                                                                | [ 61 ] [ 70 ] [ 71 ]        |

| 年號     | 君主        | 啟用日期 （西曆）                | 停用日期 （西曆）                  | 使用年數 | 改元原因     | 年號含義                                       | 備註                                                 | 來源                   |
| -------- | ----------- | -------------------------------- | ---------------------------------- | -------- | ------------ | ---------------------------------------------- | ---------------------------------------------------- | ---------------------- |
| 天授     | 則天帝 武曌 | 元年九月初九日 （690年10月16日） | 三年三月二十九日 （692年4月21日）  | 3年      | 新君即位     | 上天授予君權                                   | 以子月為歲首，改國號為周。                           | [ 61 ] [ 71 ] [ 73 ]   |
| 如意     | 則天帝 武曌 | 元年四月初一日 （692年4月22日）  | 元年九月初九日 （692年10月22日）   | 1年      | 祈福消災     | 對天授以來內外諸事均感如意                     | 以子月為歲首。                                       | [ 61 ] [ 73 ] [ 74 ]   |
| 長壽     | 則天帝 武曌 | 元年九月初十日 （692年10月23日） | 三年五月初十日 （694年6月8日）     | 3年      | 祈福消災     | 祈求健康長壽                                   | 以子月為歲首。                                       | [ 61 ] [ 74 ] [ 77 ]   |
| 延載     | 則天帝 武曌 | 元年五月十一日 （694年6月9日）   | 元年十月三十日 （694年11月22日）   | 1年      |              | 延續武周皇祚                                   | 以子月為歲首。                                       | [ 61 ] [ 77 ] [ 80 ]   |
| 證聖     | 則天帝 武曌 | 元年正月初一日 （694年11月23日） | 元年九月初八日 （695年10月21日）   | 1年      | 重大政治事件 | 佛教用語，意為證入聖果                         | 以子月為歲首。                                       | [ 61 ] [ 80 ] [ 83 ]   |
| 天冊萬歲 | 則天帝 武曌 | 元年九月初九日 （695年10月22日） | 二年臘月初十日 （696年1月19日）    | 2年      |              | 仰仗佛法庇護，武周皇祚國運長久                 | 以子月為歲首。                                       | [ 61 ] [ 83 ] [ 85 ]   |
| 萬歲登封 | 則天帝 武曌 | 元年臘月十一日 （696年1月20日）  | 元年三月三十日 （696年5月6日）     | 1年      | 祭祀         | 萬歲，武則天；登封，在嵩山舉行封禪             | 以子月為歲首。                                       | [ 61 ] [ 85 ] [ 86 ]   |
| 萬歲通天 | 則天帝 武曌 | 元年四月初一日 （696年5月7日）   | 二年九月初八日 （697年9月28日）    | 2年      | 祭祀         | 武則天祚求上天庇佑、風調雨順、社會安寧         | 以子月為歲首。                                       | [ 61 ] [ 86 ] [ 90 ]   |
| 神功     | 則天帝 武曌 | 元年九月初九日 （697年9月29日）  | 元年閏十月三十日 （697年12月19日） | 1年      | 重大政治事件 | 平定契丹之亂係天助所致                         | 以子月為歲首。                                       | [ 93 ] [ 90 ] [ 94 ]   |
| 聖曆     | 則天帝 武曌 | 元年正月初一日 （697年12月20日） | 三年五月初四日 （700年5月26日）    | 3年      | 祭祀         | 永享太平盛世                                   | 以子月為歲首。                                       | [ 93 ] [ 94 ] [ 96 ]   |
| 久視     | 則天帝 武曌 | 元年五月初五日 （700年5月27日）  | 二年正月初二日 （701年2月14日）    | 2年      | 祈福消災     | 對長生長壽的追求與嚮往                         | 久視元年十月起恢復以寅月為歲首。                     | [ 93 ] [ 96 ] [ 98 ]   |
| 大足     | 則天帝 武曌 | 元年正月初三日 （701年2月15日）  | 元年十月初二日 （701年11月6日）    | 1年      | 祥瑞         |                                                |                                                      | [ 93 ] [ 98 ] [ 100 ]  |
| 長安     | 則天帝 武曌 | 元年十月初三日 （701年11月7日）  | 四年十二月三十日 （705年1月29日）  | 4年      | 祈福消災     | 削弱武氏勢力，鞏固太子地位，以達長治久安的目地 |                                                      | [ 93 ] [ 100 ] [ 102 ] |
| 神龍     | 則天帝 武曌 | 元年正月初一日 （705年1月30日）  | 三年九月初四日 （707年10月4日）    | 3年      |              | 以神龍比喻自己是真龍天子                       | 神龍元年正月二十五日中宗繼位。二月四日，復國號為唐。 | [ 93 ] [ 102 ] [ 107 ] |

| 年號   | 君主        | 啟用日期 （西曆）                  | 停用日期 （西曆）                      | 使用年數     | 改元原因           | 年號含義                                                                  | 備註 | 來源                            |
| ------ | ----------- | ---------------------------------- | -------------------------------------- | ------------ | ------------------ | ------------------------------------------------------------------------- | --- | ------------------------------- |
| 景龍   | 中宗 李顯   | 元年九月初五日 （707年10月5日）    | 四年六月初三日 （710年7月4日）         | 4年          |                    |                                                                           | | [ 93 ] [ 107 ] [ 108 ]          |
| 唐隆   | 殤帝 李重茂 | 元年六月初四日 （710年7月5日）     | 元年七月十九日 （710年8月18日）        | 1年          | 新君即位、祈福消災 |                                                                           | 唐代避諱玄宗的名字，多稱「唐元」、「唐興」或「唐安」。 唐隆元年六月七日殤帝繼位，六月二十四日睿宗繼位。                                         | [ 93 ] [ 108 ] [ 110 ]          |
| 景雲   | 睿宗 李旦   | 元年七月二十日 （710年8月19日）    | 三年正月十八日 （712年2月29日）        | 3年          | 新君即位、祥瑞     |                                                                           | | [ 93 ] [ 110 ] [ 111 ]          |
| 太極   | 睿宗 李旦   | 元年正月十九日 （712年3月1日）     | 元年五月初二日 （712年6月10日）        | 1年          |                    |                                                                           | | [ 93 ] [ 111 ] [ 112 ]          |
| 延和   | 睿宗 李旦   | 元年五月初三日 （712年6月11日）    | 元年八月初六日 （712年9月11日）        | 1年          |                    |                                                                           | 延和元年八月三日玄宗繼位。 | [ 93 ] [ 112 ] [ 114 ]          |
| 先天   | 玄宗 李隆基 | 元年八月初七日 （712年9月12日）    | 二年十一月二十九日 （713年12月21日）   | 2年          | 新君即位           | 先天，先於天象 在天象尚未出現變化前，採取措施預防，則不違背天意，順乎人意 | | [ 116 ] [ 114 ] [ 117 ]         |
| 開元   | 玄宗 李隆基 | 元年十二月初一日 （713年12月22日） | 二十九年十二月二十九日 （742年2月9日） | 29年         |                    | 開闢新紀元                                                                | | [ 116 ] [ 117 ] [ 119 ]         |
| 天寶   | 玄宗 李隆基 | 元年正月初一日 （742年2月10日）    | 十五載八月十五日 （756年9月13日）      | 15年         | 祥瑞               | 天，上天；寶，靈符 皇帝受命於天的符命之書                                 | 天寶三年正月一日起改「年」為「載」。 天寶十五載七月十二日太子李亨在靈武繼位改元，在成都的玄宗得知太子己經繼位，於八月十六日退位為太上皇。       | [ 116 ] [ 119 ] [ 121 ]         |
| 至德   | 肅宗 李亨   | 元載七月十二日 （756年8月12日）    | 三載二月初四日 （758年3月17日）        | 3年          | 新君即位           |                                                                           | 稱「年」為「載」。 | [ 116 ] [ 121 ] [ 122 ]         |
| 乾元   | 肅宗 李亨   | 元年二月初五日 （758年3月18日）    | 三年閏四月十八日 （760年6月6日）       | 3年          | 重大政治事件       | 整頓乾坤、再造天下自許                                                    | 乾元元年二月五日起復「載」為「年」。 | [ 116 ] [ 122 ] [ 124 ]         |
| 上元   | 肅宗 李亨   | 元年閏四月十九日 （760年6月7日）   | 二年九月二十日 （761年10月22日）       | 2年          | 祈福消災           |                                                                           | 上元二年九月二十一日去年號，稱元年，以建子月為歲首。                                                                                            | [ 116 ] [ 124 ] [ 126 ]         |
| （無） | 肅宗 李亨   | 二年九月二十一日 （761年10月23日） | 元年建巳月十四日 （762年5月13日）      | 2年          |                    |                                                                           | | [ 126 ] [ 127 ] [ 128 ] [ 129 ] |
| 寶應   | 肅宗 李亨   | 元年四月十五日 （762年5月14日）    | 二年七月初十日 （763年8月23日）        | 2年          | 祥瑞               |                                                                           | 寶應元年四月十五日起恢復寅正，四月二十日代宗繼位。                                                                                              | [ 116 ] [ 127 ] [ 133 ]         |
| 廣德   | 代宗 李豫   | 元年七月十一日 （763年8月24日）    | 二年十二月二十九日 （765年1月25日）    | 2年          | 新君即位           | 廣先聖之德，施李唐之德政                                                  | | [ 116 ] [ 133 ] [ 136 ]         |
| 永泰   | 代宗 李豫   | 元年正月初一日 （765年1月26日）    | 二年十一月十一日 （766年12月17日）     | 2年          | 祈福消災           | 立大中之道                                                                | | [ 116 ] [ 136 ] [ 140 ]         |
| 大曆   | 代宗 李豫   | 元年十一月十二日 （766年12月18日） | 十四年十二月三十日 （780年2月10日）    | 14年         |                    | 大力革新，行匡救治世之法                                                  | 大曆十四年五月二十三日德宗繼位。 | [ 116 ] [ 140 ] [ 142 ]         |
| 建中   | 德宗 李     | 元年正月初一日 （780年2月11日）    | 四年十二月二十九日 （784年1月26日）    | 4年          | 新君即位           |                                                                           | | [ 143 ] [ 142 ] [ 144 ]         |
| 興元   | 德宗 李     | 元年正月初一日 （784年1月27日）    | 元年十二月二十九日 （785年2月13日）    | 1年          | 重大政治事件       |                                                                           | | [ 143 ] [ 144 ] [ 145 ]         |
| 貞元   | 德宗 李     | 元年正月初一日 （785年2月14日）    | 二十一年八月初四日 （805年8月31日）    | 21年         |                    | 從年號「貞觀」「開元」各取一字 貞正守一，致世太平                         | 貞元二十一年正月二十六日順宗繼位。 | [ 143 ] [ 145 ] [ 147 ]         |
| 永貞   | 順宗 李誦   | 元年八月初五日 （805年9月1日）     | 二年正月初一日 （806年1月24日）        | 2年          | 新君即位           | 永，長；貞，正 長享正命                                                   | 永貞元年八月九日憲宗繼位。 | [ 143 ] [ 147 ] [ 148 ]         |
| 元和   | 憲宗 李純   | 元年正月初二日 （806年1月25日）    | 十六年正月初二日 （821年2月7日）       | 16年         | 新君即位           |                                                                           | 元和十五年閏正月三日穆宗繼位。 | [ 143 ] [ 148 ] [ 151 ]         |
| 永新   | 穆宗 李恒   | 啟用當天廢除                       | 啟用當天廢除                           | 啟用當天廢除 |                    |                                                                           | 於元和十五年二月五日啟用，但不久即被取消。 | [ 153 ]                         |
| 長慶   | 穆宗 李恒   | 元年正月初三日 （821年2月8日）     | 五年正月初六日 （825年1月28日）        | 5年          | 新君即位、祈福消災 |                                                                           | 長慶四年正月二十六日敬宗繼位。 | [ 143 ] [ 151 ] [ 156 ]         |
| 寶曆   | 敬宗 李湛   | 元年正月初七日 （825年1月29日）    | 三年二月十二日 （827年3月13日）        | 3年          | 新君即位           |                                                                           | 寶曆二年十二月十二日文宗繼位。 | [ 143 ] [ 156 ] [ 157 ]         |
| 大和   | 文宗 李昂   | 元年二月十三日 （827年3月14日）    | 九年十二月二十九日 （836年1月21日）    | 9年          | 新君即位           |                                                                           | 唐代文獻皆作「太和」。 | [ 161 ] [ 157 ] [ 162 ]         |
| 開成   | 文宗 李昂   | 元年正月初一日 （836年1月22日）    | 六年正月初八日 （841年2月3日）         | 6年          |                    |                                                                           | 開成五年正月十四日武宗繼位。 | [ 161 ] [ 162 ] [ 164 ] [ 165 ] |
| 會昌   | 武宗 李炎   | 元年正月初九日 （841年2月4日）     | 七年正月十六日 （847年2月6日）         | 7年          | 新君即位           |                                                                           | 會昌六年三月二十六日宣宗繼位。 | [ 161 ] [ 165 ] [ 170 ]         |
| 大中   | 宣宗 李忱   | 元年正月十七日 （847年2月6日）     | 十四年十一月初一日 （860年12月16日）   | 14年         | 新君即位           |                                                                           | 大中十三年八月十三日懿宗繼位。 | [ 161 ] [ 170 ] [ 173 ] [ 174 ] |
| 咸通   | 懿宗 李漼   | 元年十一月初二日 （860年12月17日） | 十五年十一月初四日 （874年12月16日）   | 15年         | 新君即位、祈福消災 | 選自宣宗所制《泰邊陲樂曲詞》「海岳晏咸通」之句 宣揚繼承皇位出自宣宗之意   | 咸通十四年七月十九日僖宗繼位。 | [ 161 ] [ 174 ] [ 179 ] [ 180 ] |
| 乾符   | 僖宗 李儇   | 元年十一月初五日 （874年12月17日） | 六年十二月二十九日 （880年2月13日）    | 6年          | 新君即位           |                                                                           | | [ 181 ] [ 180 ] [ 182 ]         |
| 廣明   | 僖宗 李儇   | 元年正月初一日 （880年2月14日）    | 二年七月初十日 （881年8月8日）         | 2年          |                    |                                                                           | | [ 181 ] [ 182 ] [ 183 ]         |
| 中和   | 僖宗 李儇   | 元年七月十一日 （881年8月9日）     | 五年三月十三日 （885年4月1日）         | 5年          | 重大政治事件       |                                                                           | | [ 181 ] [ 183 ] [ 184 ]         |
| 光啟   | 僖宗 李儇   | 元年三月十四日 （885年4月2日）     | 四年二月二十一日 （888年4月6日）       | 4年          | 重大政治事件       | 希望開啟新紀元                                                            | | [ 181 ] [ 184 ] [ 186 ]         |
| 文德   | 僖宗 李儇   | 元年二月二十二日 （888年4月7日）   | 元年十二月二十九日 （889年2月3日）     | 1年          | 重大政治事件       |                                                                           | 文德元年三月八日昭宗繼位。 | [ 181 ] [ 186 ] [ 188 ]         |
| 龍紀   | 昭宗 李曄   | 元年正月初一日 （889年2月4日）     | 元年十二月三十日 （890年1月24日）      | 1年          | 新君即位           |                                                                           | | [ 181 ] [ 188 ] [ 189 ]         |
| 大順   | 昭宗 李曄   | 元年正月初一日 （890年1月25日）    | 三年正月二十日 （892年2月21日）        | 3年          | 祈福消災           | 祈禱恢復有序的君臣關係                                                    | | [ 181 ] [ 189 ] [ 190 ]         |
| 景福   | 昭宗 李曄   | 正年正月二十一日 （892年2月22日）  | 二年十二月三十日 （894年2月9日）       | 2年          |                    |                                                                           | | [ 181 ] [ 190 ] [ 192 ]         |
| 乾寧   | 昭宗 李曄   | 元年正月初一日 （894年2月10日）    | 五年八月二十六日 （898年9月15日）      | 5年          |                    |                                                                           | | [ 181 ] [ 192 ] [ 193 ]         |
| 光化   | 昭宗 李曄   | 元年八月二十七日 （898年9月16日）  | 四年四月二十四日 （901年5月15日）      | 4年          | 重大政治事件       |                                                                           | | [ 181 ] [ 193 ] [ 194 ]         |
| 天復   | 昭宗 李曄   | 元年四月二十五日 （901年5月16日）  | 四年閏四月初十日 （904年5月27日）      | 4年          | 祈福消災           |                                                                           | | [ 181 ] [ 194 ] [ 200 ]         |
| 天祐   | 昭宗 李曄   | 元年閏四月十一日 （904年5月28日）  | 四年四月二十一日 （907年6月4日）       | 4年          | 祈福消災           | 祈求上天保佑即將滅亡的唐朝                                                | 天祐元年八月十五日哀帝李柷繼位，沿用天祐年號。 天祐四年三月二十七日哀帝禪位於朱溫；四月十八日朱溫稱帝，四月二十二日改年號為開平元年，建立後梁。 | [ 181 ] [ 200 ] [ 204 ] [ 205 ] |

## 年號相關
| 類別 | 名稱 |
| ---- | --- |
| 歷史 | 貞觀之治、永徽之政、神龍政變、唐隆政變、開元盛世、天寶之亂、永貞革新、永貞內禪、元和中興、甘露之變、會昌法難、大中之治 |
| 人物 | 貞觀十八學士、開元十八學士、開元三大士、大曆十才子 |
| 文化 | 開天詩壇、大曆詩風、大曆體、元和詩風（又稱元和詩壇）、元和體 |
| 古籍 | 《貞觀政要》、《永徽律》、《麟德曆》（又名《儀鳳曆》）、《開元占經》、《開元廣濟方》、《開元雜報》、《開元禮》、《開元天寶遺事》、《開元釋教錄》、《開天傳信記》、《貞元釋教錄》、《元和郡縣圖志》、《元和姓纂》、《白氏長慶集》、《會昌解頤錄》 |
| 建築 | 开元寺 |
| 文物 | 景雲鐘、長慶會盟碑、開成石經、唐中和銅鐘 |
| 錢幣 | 乾封泉寶、乾元重寶、大曆元寶、建中通寶、會昌開元、咸通玄寶 |
| 地域 | 貞觀十道、開元十五道 |
| 政區 | 武德縣、武德縣、乾封縣、乾封縣、登封縣、天寶縣、至德縣、乾元縣、上元縣、興元府、寶應縣、永泰縣、大曆縣、乾符縣 |